# Hedleyoconcha addita
Hedleyoconcha addita är en snäckart som beskrevs av Tom Iredale 1944. Hedleyoconcha addita ingår i släktet Hedleyoconcha och familjen Charopidae. Inga underarter finns listade i Catalogue of Life.